# Ceramic
|  | «Ceràmic» redirigeix aquí. Vegeu-ne altres significats a «ceràmica». |

El Ceramic (en grec antic: Κεραμεικός, Kerameikós, llatí: Cĕrămīcus) fou un dem de l'antiga Atenes situat al nord-oest de l'Acròpoli que conformava el barri de terrissaires de la ciutat. Les nombroses restes troballes arqueològiques d'aquest indret es poden contemplar al Museu Arqueològic del Ceramic, a la mateixa Atenes.
Segons Heròdot, el nom derivava del grec κέραμος (kéramos, 'terra cuita'), però Pausànias diu que li venia de Cèram, un fill d'Ariadna i Dionís, epònim del dem.
L'any 478 aC, quan estaven a punt de finalitzar les Guerres mèdiques, Temístocles va decidir alçar una murada al voltant de l'Àgora, i va dividir el Ceramic en dues parts, l'interior i l'exterior: la part de fora de la muralla va servir de lloc d'enterrament als soldats atenesos morts a les batalles, i al Ceramic interior hi havia l'àgora. Existeix actualment un tram de la muralla que discorria de nord a sud, amb dues portes importants, la Porta Sagrada i el Dípilon, la porta més gran de la ciutat.

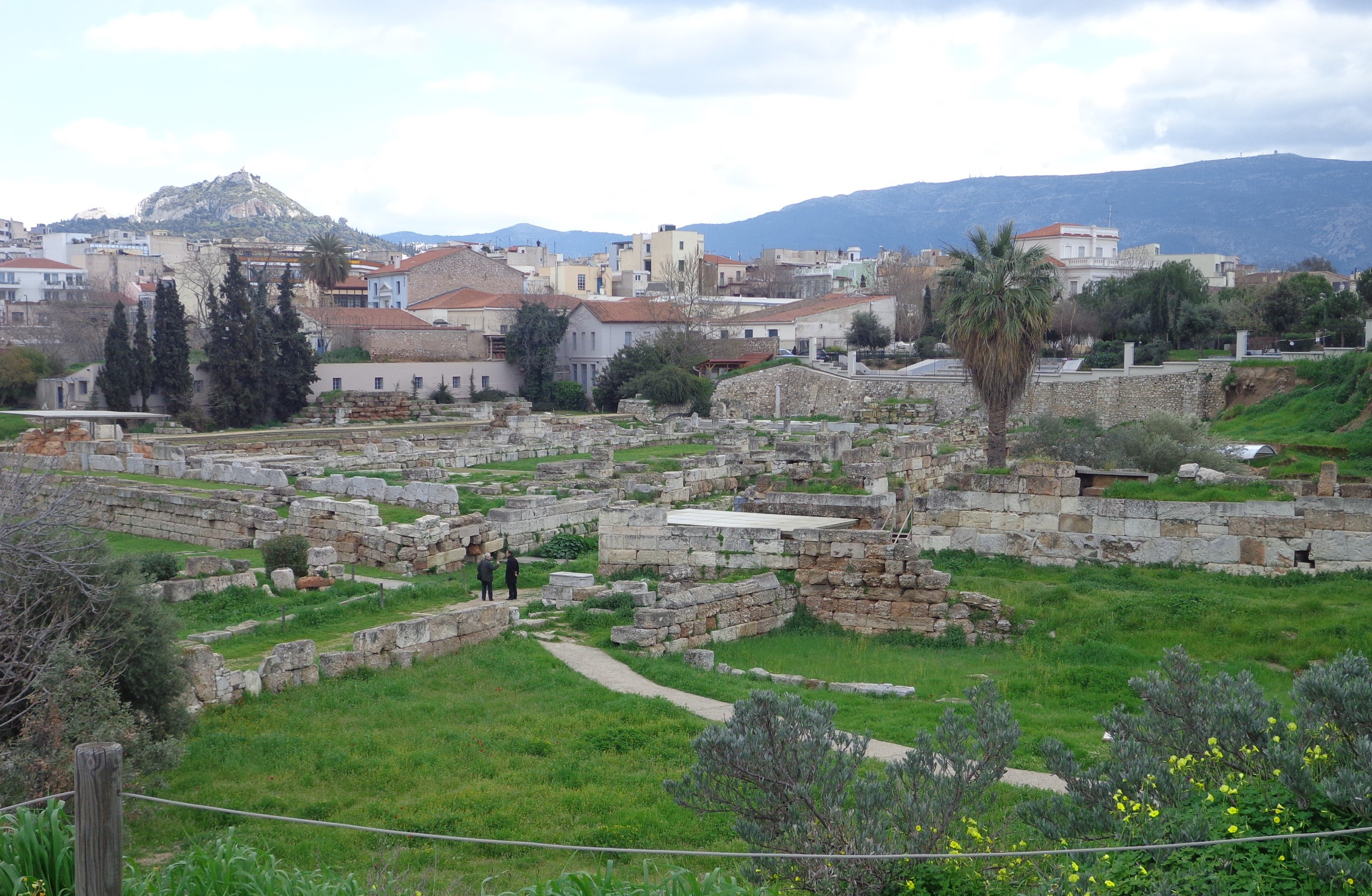
Ruïnes del Ceramic d'Atenes

La Porta Sagrada era l'inici de la Via Sacra, que anava de la ciutat fins a Eleusis, per on transitaven les processons que se celebraven durant els Misteris Eleusins. Al Dípilon començava la via que portava fins a l'Acadèmia platònica, i al llarg del seu recorregut hi havia el cementiri públic, on s'enterraven els atenesos notables i els herois de guerra. Al Dípilon s'iniciava la Via Panatenaica, per on discorria cada any una processó solemne durant el festival de les Panatenees, celebrat en honor de la deessa Atena, patrona de la ciutat.
Cap a l'any 400 aC es va construir el Pompèon entre les dues portes, un edifici envoltat de columnes i amb grans sales per celebrar banquets, on la noblesa i el poble menjaven la carn que se sacrificava en una hecatombe (un sacrifici de cent bous) a les festes Panatenees. El Pompèon i molts altres edificis als voltants de la Porta Sagrada van ser arrasats per l'exèrcit del dictador romà Sul·la, durant el saqueig d'Atenes de l'any 86 aC, un episodi que Plutarc va descriure com un gravíssim bany de sang. Durant el segle II, es va construir un magatzem al lloc del Pompèon, però els hèruls el van destruir l'any 267. Les ruïnes es van aprofitar per instal·lar-hi tallers de terrissaires, que hi van treballar fins al 500. Es va construir una nova porta per les processons del festival a l'est amb altres tres entrades que conduïen a la ciutat. Els atacs dels àvars i dels eslaus a la fi del segle vi, van destruir completament el Ceramic, que va desaparèixer entre les ruïnes. No es va redescobrir fins que un obrer grec va desenterrar una estela l'abril de 1863.